# Сферична хвиля
Сфери́чна хви́ля — хвиля, яка розповсюджується від точкового джерела або збігається до нього.
Сферична хвиля у загальному випадку описується рівняннями
{\displaystyle y={\frac {f_{1}(r-st)+f_{2}(r+st)}{r}}},
де {\displaystyle r={\sqrt {x^{2}+y^{2}+z^{2}}}} — радіус, s — швидкість розповсюдження хвилі,
{\displaystyle f_{1}} та {\displaystyle f_{2}} — довільні функції, які задають форму хвилі. Перший доданок відповідає випадку, коли хвиля розбігається від джерела, другий — коли вона збігається до початку координат.
У випадку монохроматичної хвилі, яка випромінюється джерелом, розташованим в початку системи відліку
{\displaystyle y=y_{0}{\frac {e^{i(kr-\omega t)}}{r}}}.
Така хвиля задовольняє рівнянню
{\displaystyle \Delta y-{\frac {1}{s^{2}}}{\frac {\partial ^{2}y}{\partial t^{2}}}=-4\pi y_{0}e^{i\omega t}\delta (\mathbf {r} )},
де {\displaystyle s=\omega /k}, а {\displaystyle \delta (\mathbf {r} )} — дельта-функція Дірака.

## Інтернет-ресурси
- Nonlinear Wave Equations by Stephen Wolfram and Rob Knapp, Nonlinear Wave Equation Explorer by Wolfram Demonstrations Project.
- Mathematical aspects of wave equations are discussed on the Dispersive PDE Wiki
- Graham W Griffiths and William E. Schiesser (2009). Linear and nonlinear waves. Scholarpedia, 4(7):4308. doi:10.4249/scholarpedia.4308